# Chapelle Saint-Martin de Latour-de-France
La chapelle Saint-Martin de Latour-de-France est une église située à Latour-de-France, dans le département des Pyrénées-Orientales.

## Situation
La chapelle Saint-Martin est située au sud-ouest de Latour-de-France, à la limite de la frontière communale avec Cassagnes, près du hameau de Saint-Martin.

## Histoire
La chapelle date du XIIIe siècle et son enclos du XIVe siècle.
L'édifice fait l'objet d'une inscription au titre des monuments historiques depuis le 23 août 1994.